# Gnophos taftana
Gnophos taftana là một loài bướm đêm trong họ Geometridae.